# Hill of Ward
Hill of Ward (iriska: Tlachta) är en kulle i republiken Irland.   Den ligger i grevskapet An Mhí och provinsen Leinster, i den nordöstra delen av landet, 50 km nordväst om huvudstaden Dublin. Toppen på Hill of Ward är 112 meter över havet.
Terrängen runt Hill of Ward är huvudsakligen mycket platt.Runt Hill of Ward är det ganska tätbefolkat, med 111 invånare per kvadratkilometer. Närmaste större samhälle är Navan, 14,0 km öster om Hill of Ward. Trakten runt Hill of Ward består i huvudsak av gräsmarker.